# Espen Barth Eide
Espen Barth Eide (ur. 1 maja 1964 w Oslo) – norweski polityk, działacz Partii Pracy, parlamentarzysta, minister w różnych resortach.

## Życiorys
W 1993 ukończył nauki polityczne na Uniwersytecie w Oslo. W tym samym roku został zatrudniony jako badacz w norweskim instytucie spraw zagranicznych (NUPI), w którym w latach 1996–2000 kierował jednym z programów. Zaangażował się też w działalność Partii Pracy, jeszcze w trakcie studiów był sekretarzem politycznym klubu radnych laburzystów w Oslo. Pierwszą funkcję rządową pełnił w okresie pierwszego rządu Jensa Stoltenberga – od 2000 do 2001 był sekretarzem stanu w ministerstwie spraw zagranicznych. Później powrócił do NUPI, gdzie w 2002 objął kierownictwo departamentu polityki międzynarodowej. W 2005 po powrocie lewicy do władzy został powołany na sekretarza stanu w ministerstwie obrony, w 2010 przeszedł na to samo stanowisko w ministerstwie spraw zagranicznych. W listopadzie 2011 wszedł w skład rządu jako minister obrony, we wrześniu 2012 Jens Stoltenberg powierzył mu kierowanie resortem spraw zagranicznych. Zakończył urzędowanie w październiku 2013.
W 2017 z ramienia Partii Pracy uzyskał mandat deputowanego do Stortingu. W 2021 z powodzeniem ubiegał się o poselską reelekcję. W październiku tegoż roku w nowym rządzie, na czele którego stanął Jonas Gahr Støre, objął stanowisko ministra klimatu i środowiska. W trakcie rekonstrukcji gabinetu z października 2023 przeszedł na funkcję ministra spraw zagranicznych.